# Vega (Street Fighter)
Vega, conosciuto come Balrog (バルログ?, Barurogu) in Giappone, è un personaggio della serie di videogiochi Street Fighter.
Vega ha fatto la sua prima comparsa come secondo boss finale di Street Fighter II: The World Warrior.
Rispetto agli altri personaggi presenti nel gioco, ha sempre fatto eccezione per vari motivi, tra i pochissimi ad avere un'arma (che poteva essergli tolta a suon di colpi) e il primo ad interagire attivamente con lo scenario poiché nel suo stage si vedeva calare una grossa rete metallica sulla quale Vega si arrampicava prima di balzare sul malcapitato avversario.
A renderlo memorabile ha contribuito anche la caratterizzazione del personaggio. Il suo stile di combattimento viene definito un miscuglio di ninjutsu e abilità da matador.

## Biografia

### I primi anni
Vega nacque in una nobile famiglia spagnola, ma per ragioni sconosciute lo status sociale della famiglia perse prestigio, e, per assicurarsi una sicurezza economica, la madre di Vega reputò opportuno risposarsi. Una volta cresciuto, Vega studiò l'arte della corrida e come da tradizione divenne un torero. In seguito si recò in Giappone ed imparò il ninjutsu combinandolo con mosse tipiche della scherma, sfruttando il suo tekkō kagi, l'artiglio a tre lame, come una spada. Padroneggiando questa particolare arte di combattimento generata dall'unione dell'arte dei matador e del ninjutsu, Vega iniziò ad avere grandi successi all'interno dei circuiti di combattimenti clandestini nelle gabbie, diventando uno dei migliori combattenti in circolazione.
A segnare indelebilmente la psiche di Vega fu però la morte della madre, che venne assassinata dal nuovo marito di fronte a lui; a quanto pare, l'uomo, di aspetto poco gradevole, uccise la bellissima moglie perché non si sentiva rispettato, venendo però subito dopo ammazzato dallo stesso Vega che in tal modo volle vendicare la madre.
Fu a seguito di questo evento che nella mente di Vega iniziò a svilupparsi un particolare dualismo: onorevole nobiluomo di giorno e sadico assassino di notte, dedito a cruenti omicidi specialmente ai danni di coloro che venivano percepiti come "brutti". Vega divenne sempre più ossessionato dalla bellezza, dall'eleganza e dal galateo.
Per lui, la bruttezza e i modi gretti sono un segno del male che va purgato, mentre la bellezza e il bell'aspetto sono un simbolo di eroismo e forza, e per proteggere il suo viso in combattimento porta sempre una maschera.

### Street Fighter Alpha 3
Vega fu supervisore delle operazioni di assassinio della Shadaloo, e tra le sue competenze vi era anche la gestione della squadra assassina delle Dolls, di cui Cammy White faceva parte. Quando Cammy fuggì, il compito di riportarla indietro fu affidato a Vega, che però fallì. Cammy quindi tornò indietro da sola ma lo fece per affrontare M. Bison e sconfiggerlo. Con la sconfitta di Bison, Cammy liberò sé stessa e le altre Dolls dalla manipolazione mentale di Bison. In seguito alla rimozione del controllo mentale però, Cammy venne resa inoffensiva a causa di una direttiva impiantata da Bison che annichilisce il cervello di chi tenta di tradirlo.

### Street Fighter II: The World Warrior
Vega diviene uno degli uomini fidati di Bison, secondo in gerarchia solo a Sagat.
Chi avesse avuto intenzioni ribelli contro Bison avrebbe infatti dovuto affrontare le sue tre fidate guardie del corpo, nell'ordine, Balrog (Boxer), lo stesso Vega (Claw- Ninjutsu) e Sagat (Thai Boxer) prima di poter affrontare direttamente Bison (Dictator). Nella mappa della schermata iniziale, la bandiera spagnola, viene erroneamente rappresentata come quella del regime franchista.

### Super Street Fighter II Turbo
Vega prese parte al torneo per diretto ordine di Bison, ma quando si scoprì che Bison venne sconfitto da uno sconosciuto guerriero (che si scopre essere Akuma), egli fece perdere le sue tracce e ritornò al suo vecchio stile di vita.

### Street Fighter IV
Non si sa cosa fece Vega dopo la distruzione di Shadaloo, ma non stupirebbe l'ipotesi che egli abbia continuato a dare sfogo alla sua furia omicida. Alcune voci asseriscono che fosse addirittura tornato alle semplici corride.
Nessuno sapeva con certezza qualcosa su di lui, ed alcuni pensarono persino che fosse morto. Vega invece sopravvisse, e ritornò a prestare servizio alla Shadaloo attraverso la proposta di arruolamento da parte di un distaccamento nominato S.I.N. (Shadaloo Intimidation Network); un'offerta che Vega accettò volentieri, ma per due ragioni ben precise: in primo luogo, si trovò tremendamente annoiato dallo stile di vita aristocratico, giudicando denaro e potere una orribile combinazione; in secondo luogo, fu molto tentato dall'idea di creare nuovi corpi per mantenere l'eterna giovinezza, ma trovò che il capo della nuova organizzazione, Seth, avesse un aspetto davvero ripugnante, ancor di più se si considera la sua natura di "corpo perfetto".
Ad ogni modo, Vega ritornò al suo ruolo di assassino di Shadaloo, ma, quando alla base S.I.N. Seth fu fronteggiato da parecchi aggressori (non ultimo dei quali era proprio Bison risorto), Vega cercò di trarne personale vantaggio voltando le spalle alla Shadaloo. Sfruttando il momento propizio, Vega rubò importantissimi dati del progetto, ma, quando si accorse che Chun-Li stava facendo la stessa cosa, tentò di ucciderla facendo scattare il dispositivo anti incendio che spruzza uno spray ignifugo altamente tossico.
Ciò fatto, Vega scappò in elicottero per salvarsi dall'esplosione imminente della base S.I.N. e da lì vide Chun-Li tratta in salvo ed in possesso della sua copia dei dati. Dispiaciuto di non essere rimasto l'unico in possesso dei dati segreti, Vega se ne andò via, rimandando la questione ad un secondo momento.

## Caratteristiche
Spagnolo e nobile di nascita, è uno dei principali guerrieri di M. Bison. Appare magro e slanciato, con una lunga treccia e due tatuaggi, un serpente viola su busto e schiena, e due strisce viola intorno al braccio. Indossa pantaloni tipici da torero, una fascia rossa in vita, segno del suo retaggio della corrida e vestiario ideale per le sue acrobazie e le sue tecniche di lotta.
Non possiede tecniche che gli consentono di lanciare colpi a distanza, ma questa è una lacuna che colma grazie alla sua incredibile velocità. Nella mano destra porta un particolare supporto di metallo con tre lame affilate, il tekkō kagi, che spunta dal dorso della mano e può all'occorrenza infilzare o tagliare l'avversario. In combattimento porta sempre una maschera metallica, per evitare che il suo viso venga rovinato, e la toglie solo dopo aver eventualmente vinto uno scontro. La particolarità di Vega è, in effetti, proprio l'ossessione per la sua immagine: non può sopportare la bruttezza in qualunque sua forma e considera sé stesso un esempio di essere umano perfetto.
Vega combatte interpretando un micidiale "balletto della morte", ricordo di una precedente carriera di torero ed espressione dell'arte giapponese del ninjutsu. Questo stile di combattimento gli è valso il soprannome di "Ninja Spagnolo".
Nella serie animata combatte contro Ken Masters, che riesce ad avere la meglio ma rimane gravemente ferito, mentre nel film animato Street Fighter II: The Animated Movie ha uno scontro con Chun-Li, che riesce a batterlo pur rischiando la vita. Nel film live-action Street Fighter - Sfida finale, Vega non ha un ruolo rilevante, dice poche parole e risulta essere poco più che uno dei tanti guerrieri al servizio della Shadowlaw, combattendo nel finale contro Ryu.

## Mosse speciali
- Rolling Crystal Claw: Vega fa delle capriole verso l'avversario colpendolo sia col corpo che con l'artiglio, ferendolo ad ogni giro (in base al tasto del pugno, Vega farà una, due o tre capriole seguito da un colpo d'artiglio finale).
- Flying Barcellona Attack: Vega salta su un muro e si lancia contro l'avversario appallottolandosi. La mossa può essere seguita da:
  - Izuna Drop: Vega apre le braccia e colpisce l'avversario con l'artiglio.
  - Air Supplex: Vega afferra l'avversario e fa un supplex verticale, sbattendolo con la testa a terra.
- Claw Thrust: è uguale al Flying Barcellona Attack, solo che si lancia verso l'avversario puntando l'artiglio verso il torace o il viso.
- Long Back Flip: Vega fa un lungo salto all'indietro, che gli consente di evitare colpi o mosse speciali.
- Short Back Flip: Vega fa un piccolo salto all'indietro, che gli consente di evitare colpi o mosse speciali a lungo raggio.

### Super mosse
- Flying Barcellona Special: è uguale alla mossa speciale solo che vicino all'avversario può effettuare o un super Izuna Drop, colpendo ripetutamente l'avversario con l'artiglio, o un super Air Supplex, afferrando l'avversario e sbattendolo più volte a terra.
- Scarlet Terror: Vega afferra l'avversario e lo lancia in aria, e mentre questo/a ricade al suolo colpisce la sua schiena infilzandola con l'artiglio (in Street Fighter Alpha 3 e nella serie Versus).
- Scarlet Mirage: Vega effettua dei Backslash verso l'avversario colpendolo ripetutamente con le gambe.

## Frasi celebri
- I bei guerrieri non perdono mai una battaglia! (Street Fighter II)
- Gustoso...proprio come il vino rosso... (Street Fighter Alpha 3)
- Drip...Drip...Yum...Yum (Capcom vs Snk 2)

## Apparizioni
- Street Fighter II: The World Warrior (non giocabile)
- Street Fighter II: Champion Edition
- Street Fighter II Hyper (Street Fighter II Turbo in Occidente)
- Super Street Fighter II: The New Challenger
- Super Street Fighter II X: The Ultimate Challenger (Super Street Fighter II Turbo in Occidente)
- Hyper Street Fighter II
- Street Fighter Zero 3 (Street Fighter Alpha 3 in Occidente)
- Street Fighter Zero 3 Upper (Street Fighter Alpha 3 Upper in Occidente)
- Street Fighter EX 2
- Street Fighter EX 3
- Capcom vs SNK: Millennium Fighters 2001
- Capcom vs SNK Pro
- Capcom vs. SNK 2
- SNK vs Capcom : SvC Chaos
- Street Fighter IV
- Street Fighter V